# Claire Steels
Claire Steels   (Bourne, 9 de novembre de 1986) és una ciclista anglesa. Actualment corre a l'equip ciclista femení Israel Premier Tech Roland.
La seva victòria més destacada és la ReVolta del 2023.

## Palmarès

### Carretera
- 2019
  - 1a a la Rás na mBan i vencedora d'una etapa
  - 1a al Gran Premi Ryedale
- 2021
  - 1a al Gran Premi de Pontevedra
- 2022
  - 1a a la Markina Emakumeen Saria
  - 1a a la Berriatua Emakumeen Saria
  - 1a a la Zaldibarko Emakumeen Saria
- 2023
  - 1a a la ReVolta

### Resultats a la Volta a Espanya
2023: 15a posició